# Tickmill
Tickmill es un bróker global enfocado en FX, metales preciosos, índices, mercancías y CFD's. La empresa ofrece sus servicios a instituciones y también a los clientes individuales por todo el mundo. Tickmill está regulado como un corredor de valores por la Autoridad de servicios financieros de Seychelles.
Además de sus servicios del comercio en línea Tickmill ofrece conferencias web y otros materiales educacionales. También ofrece a sus clientes sistemas de recompensa y modelos de asociación.

## Historia
Tickmill fue establecido en agosto del 2014 por sus actuales accionistas. En enero del 2015 la compañía comenzó a proveer sus servicios del comercio en el mercado de divisas. Tickmill lanzó su servicio del comercio en CFD's en marzo del 2015, las cuales cubren los índice bursátiles para Alemania, Japón]], Europa, el Reino Unido y EUA. Los instrumentos financieros de la empresa incluyen 64 pares de divisas y metales preciosos.
En 2015, Tickmill cooperó con BeeksFX para proporcionar a los traders un servicio de latencia confiable, un VPS.

## Plataformas
Tickmill utiliza una plataforma de trading MetaTrader 4. MetaTrader 4 está disponible para Windows, iOS y Android y Android. En julio de 2015 Tickmill introdujo su aplicación MetaTrader 4 nativa para los usuarios de macOS.

## Regulación
Tickmill está autorizado y regulado como un bróker del mercado de capitales por la Autoridad de servicios financieros de Seychelles de Seychelles.
En el Reino Unido la empresa está autorizado y regulado por la Financial Conduct Authority (FCA).
En Chipre Tickmill está autorizado y regulado por la Comisión de bolsa y valores de Chipre (CySEC).